# Los Patos
Pour les articles homonymes, voir Patos (homonymie).
Le Los Patos (en français « les canards »), encore appelé Tres Quebradas, est un stratovolcan considéré comme éteint actuellement, qui se trouve à la frontière entre la IIIe région chilienne d'Atacama et la province argentine de Catamarca (département de Tinogasta). Il est haut de 6 239 mètres.

## Géographie
Il se dresse isolé au nord-ouest de la cuvette de la salina de la Laguna Verde, d'où on a sur lui de superbes vues. Il se trouve à quelque vingt kilomètres au sud du massif du Nevado Tres Cruces, à vingt-cinq kilomètres au sud-ouest du complexe du Nacimientos et à une distance équivalente à l'ouest du Cerro Bayo.
Son cône est simple, élancé et presque parfait, à la suite de quoi il peut rivaliser avec la beauté du Lanín par exemple. Ses éruptions ont avant tout engendré de grosses coulées de lave en direction de l'ouest chilien.
Le volcan Los Patos constitue une partie du rebord occidental du bassin endoréique du bassin de la salina de la Laguna Verde, correspondant à la frontière argentino-chilienne. Il est bien visible depuis cette Laguna Verde, qui se trouve au sud-est et qu'il domine d'assez près.
À l'ouest, il surplombe la dépression du désert d'Atacama au Chili, et se trouve non loin du parc national Nevado Tres Cruces.